# Thomomys talpoides
Thomomys talpoides là một loài động vật có vú trong họ Chuột nang, bộ Gặm nhấm. Loài này được Richardson mô tả năm 1828.